# Hydroglyphus intermedius
Hydroglyphus intermedius är en skalbaggsart som beskrevs av Olof Biström 1986. Hydroglyphus intermedius ingår i släktet Hydroglyphus och familjen dykare. Inga underarter finns listade i Catalogue of Life.